# Beatriz Zavala Peniche
María Beatriz Zavala Peniche (Mérida, Yucatán; 23 de octubre de 1957) es una antropóloga social, socióloga, profesora y política mexicana, miembro del Partido Acción Nacional. Fue secretaria de Desarrollo Social durante el gobierno de Felipe Calderón entre 2006 y 2008.

## Biografía
Beatriz Zavala Peniche es licenciada en antropología social por la Universidad Autónoma de Yucatán y realizó estudios de maestría en sociología en la Universidad de Kentucky, ha ocupado los cargos de diputada federal a la LVII Legislatura de 1997 a 2000, a LIX Legislatura de 2003 a 2006 y diputada al Congreso de Yucatán de 2001 a 2003. En la LIX legislatura ocupó el cargo de presidenta de la Comisión de Desarrollo Social de la Cámara de Diputados. 
En 2006 fue elegida senadora por el estado de Yucatán y subsecuentemente nombrada presidenta de la Comisión de Educación en la Cámara de Senadores, cargo al que solicitó licencia para asumir el 1 de diciembre el cargo de secretaria de Desarrollo Social en el gobierno de Felipe Calderón Hinojosa; renunció a este cargo el 13 de enero de 2008, renuncia que le fue aceptada por el presidente al día siguiente, confirmándose el mismo día su nombramiento como secretaria de Relaciones Gubernamentales del Comité Ejecutivo Nacional del PAN por el presidente de este, Germán Martínez Cázares. Anunciándose además su reincorporación al cargo de senadora por Yucatán del que había separado con una licencia que le fue concedida el 29 de noviembre de 2006, hecho que tuvo verificativo a partir del 1 de febrero de 2008.
El 27 de diciembre de 2009 se registró como aspirante a la candidatura de su partido a la Presidencia Municipal de Mérida, Yucatán, en las elecciones de 2010.
Entre 2015 y 2018 se desempeñó como diputada Local por el PAN a la LXI Legislatura del Congreso del Estado de Yucatán.